# ミルウォード・ブラウン
　ミルウォード・ブラウン (Millward Brown) は、ブランディング、メディア、コミュニケーションに関連する事業を行う世界的企業である。カンター・グループの一員であり、WPPの傘下にある。ニールセンに次いで、世界で第1位のマーケットリサーチ会社である。
| スタブアイコン | サブスタブ | この項目は、まだ閲覧者の調べものの参照としては役立たない、企業に関連した書きかけの項目です。この項目を加筆・訂正などしてくださる協力者を求めています（PJ:経済）。 |